# TSV Neuhausen
Der Turn- und Sportverein Neuhausen/Filder 1898 e. V. ist ein deutscher Sportverein aus Neuhausen auf den Fildern. Der TSV ist mit seinen neun Abteilungen Badminton, Handball, Kampfsport, Leichtathletik, Rehasport, Ski, Tanzen, Turnen und Volleyball der größte Verein und Sportanbieter in Neuhausen auf den Fildern. Der Verein hat aktuell über 2600 Mitglieder. Über das eigentliche Sportangebot hinaus betreibt der Verein auch einen Sportkindergarten in freier Trägerschaft. Der TSV hat eine eigene Turnhalle mit Gymnastiksaal und Kraftraum und bietet mehr als 100 verschiedene Sportangebote pro Woche in der eigenen Halle oder den Sportstätten der Gemeinde an.

## Badminton
In der Badmintonabteilung kümmern sich mehrere Übungsleiter darum aus dem Federballspiel ein Badmintonspiel machen. Ca. 130 Mitglieder trainieren dazu in drei Gruppen. Auch die Freizeitgruppe nimmt regelmäßig an Turnieren teil und landet dabei meistens auf den ersten Plätzen.

## Handball
Die bekannteste Abteilung des Vereins ist die Handball-Abteilung, deren erste Mannschaft in den Jahren 2006, 2008 und 2009 unter Trainer Markus Locher in der Regionalliga Süd sowie unter Florian Beck in den Jahren 2012 und 2013 in der 3. Liga spielte. Sie wird seit dem 1. Juli 2013 von Alexandr Prasolov trainiert, der Florian Beck ablöste. Nach verlorener Relegation stieg die Mannschaft 2013 in die Oberliga Baden-Württemberg ab. 2014 gelang der Wiederaufstieg in die 3. Liga, dem der erneute Abstieg in die Oberliga folgte. 2017 stieg Mannschaft in die 3. Liga auf.
Das Team nennt sich selbst MadDogs. Weitere Herrenmannschaften spielen in der Bezirksklasse und der Kreisliga C des Handball-Bezirks Esslingen-Teck.
Die MadCats genannte Damenmannschaft des Vereins stieg nach einer erfolgreichen Relegationsrunde 2010 in die Landesliga Staffel 2 des Handball-Verbands Württemberg auf.
Zwei ehemalige Spieler des TSV Neuhausen spielten später in der Handball-Bundesliga für Frisch Auf Göppingen. Dabei handelt es sich um die deutschen Nationalspieler Dragoș Oprea und Manuel Späth. Felix Schmidl spielte mit einem Zweitspielrecht sowohl für Neuhausen als auch für den damaligen Zweitligisten TV Bittenfeld. Sebastian Arnold spielte mit einem Zweitspielrecht sowohl für Neuhausen als auch für den Erstligisten TVB 1898 Stuttgart.
Die A-Jugend des TSV Neuhausen schaffte 2014 die JBLH-Qualifikation, um das erste Mal in der Vereinsgeschichte in der höchsten Spielklasse, der Jugendbundesliga unter Trainer Jörg Ebermann zu spielen.
Sämtliche Jugendmannschaften spielten in der Saison 2016/17 Handball auf Bezirks-/Kreisebene.

### Erfolge der Handballabteilung
- 2005 und 2007 Aufstieg in die Regionalliga Süd (nach zwischenzeitlichem Abstieg 2006)
- 2008 5. Platz in der Regionalliga Süd und Erreichen der 2. Runde des DHB-Pokals (38:42 gegen den Bundesligisten MT Melsungen, den Zehnten der Saison 2007/2008)[14][15]
- 2009 Gewinn des HVW-Pokals und Erreichen der 2. Runde des DHB-Pokals (28:32 gegen den Bundesligisten TSV Dormagen)[16][17]
- 2011[18] und 2017 Aufstieg in die 3. Liga

### Jugendhandball-Akademie Neuhausen/Ostfildern
Im Jahr 2018 gründete der TSV Neuhausen gemeinsam mit der HSG Ostfildern (bestehend aus den Vereinen TB Ruit und TSV Scharnhausen) eine Jugend-Spielgemeinschaft unter dem Namen Jugendhandball-Akademie Neuhausen/Ostfildern (JANO Filder). Die U19 der JANO Filder qualifizierte sich in den Saisons 2018/2019, 2023/24 und 2024/25 für die A-Jugendbundesliga (JBLH) und auf Landesebene gewannen Mannschaften verschiedener Altersklassen diverse württembergische Titel.

## Kampfsport
2012 wurden die Kampfsportgruppen aus der Turnabteilung in eine eigene Abteilung ausgegliedert. Dort trainieren aktuell über 100 Mitglieder in den Bereichen Kickboxen, Taekwondo und ATS (ein JiJitsu-naher Selbsterverteidigungssport). Regelmäßig sind die Kampfsportler bei Deutschen und Württembergischen Meisterschaften auf den ersten Plätzen dabei. Sogar eine Weltmeisterin (Karolin Puhahn, 1992) und einen Vizeeuropameister (Peter Haid, 1983) gab es bereits beim TSV.

## Leichtathletik
Zusammen mit der LG Filder trainieren die Leichtathleten des TSV 2- bis 3-mal pro Woche. Schwerpunkt ist neben den klassischen Disziplinen auch die Abnahme des Sportabzeichens jeden Freitag in den Sommermonaten. Erfolgreichste Leichtathletin ist zurzeit Sabrina Häfele.

## Rehasport
Unter ärztlicher Aufsicht und nur nach Verordnung trainieren die Rehasportgruppen des TSV zum Wohle der Gesundheit ihrer Mitglieder. Die Sportgruppen der Abteilung bieten Menschen Unterstützung bei der Bewältigung der Folgen ihrer Krankheit oder Verletzungen aus den Bereichen „Sport nach Schlaganfall“, „Herzsport“, „Gefäßsport“, „Diabetes“ oder „Lungenproblemen“. Sowohl in der Rehasport- als auch in der Turnabteilung finden sich ergänzende Angebote wie Nordic Walking, Pilates oder Yoga.

## Ski
Neben der Skigymnastik zweimal pro Woche organisiert die Skiabteilung in der Wintersaison zahlreiche Familien- und Jugendfreizeiten für Ski- und Snowboardfahrer. Jedes Jahr im November gibt es einen gut sortierten Skibasar für neue und gebrauchte Wintersportartikel in der Jahnturnhalle. In Zusammenarbeit mit einem Sporthändler kann man die gekauften Ski auch gleich einstellen lassen und bei der nur kurz darauf stattfindenden TSV-Skieröffnungsfahrt auch gleich testen.

## Tanz
Freitags- und sonntagabends schwingt man beim TSV das Tanzbein. Die Paare üben hier unter Anleitung einer fachkundigen Tanzsporttrainerin.

## Turnen
Die größte Abteilung im TSV ist die vielseitigste. Neben dem klassischen Gerätturnen finden sich in der Turnabteilung die meisten Sportarten des Schwäbischen Turnerbundes (Schwäbischer Turnerbund) wieder. Das Angebot beginnt mit den „Babys in Bewegung“ ab dem Alter von 3 Monaten und geht über das Eltern-Kind-Turnen, das Gerätturnen, den Modern Dance und die Fitnessangebote bis ins hohe Alter zur „Seniorengymnastik“, die allerdings schon länger nicht mehr unter dieser Bezeichnung geführt wird. Sehr erfolgreich sind die Modern Dance Gruppen des TSV, die mit ihren deutschen und württembergischen Titeln jedes Jahr entweder ganz oben, zumindest aber immer auf dem Treppchen bei Wettkämpfen und Wettbewerben stehen. 2013 wurden sie zum 4. Mal hintereinander mit der Jugendmannschaft AscenDance Bundesfinalsieger beim Deutschlandcup.DTB Dance. Hauptsächlich findet man in der Turnabteilung aber auch das gesamte Fitness-Angebot für Jung und Alt wieder. Ob beim Bauch-Beine-Po-Training, der Morgenfit-Powergymnastik, Zumba oder dem Fitnesstraining 50/60plus – hoch qualifizierte Übungsleiter bieten jede Woche ein neues, auf den Leistungsstandard der Gruppen angepasstes, Trainingsprogramm.

## Volleyball
In der Halle eher seltener geworden sieht man die Volleyballer vor allem im Sommer auf den beiden herrlich in Waldnähe gelegenen Beachvolleyballfeldern der Gemeinde und des TSV spielen. Eine Aktive Mannschaft und eine Freizeitmannschaft trainieren regelmäßig in der Egelseesporthalle 2.